# Aeschynanthus montisucris
Aeschynanthus montisucris är en tvåhjärtbladig växtart som beskrevs av Pieter van Royen. Aeschynanthus montisucris ingår i släktet Aeschynanthus och familjen Gesneriaceae. Inga underarter finns listade i Catalogue of Life.